# Musique de la république du Congo
Ne doit pas être confondu avec Musique de la République démocratique du Congo.

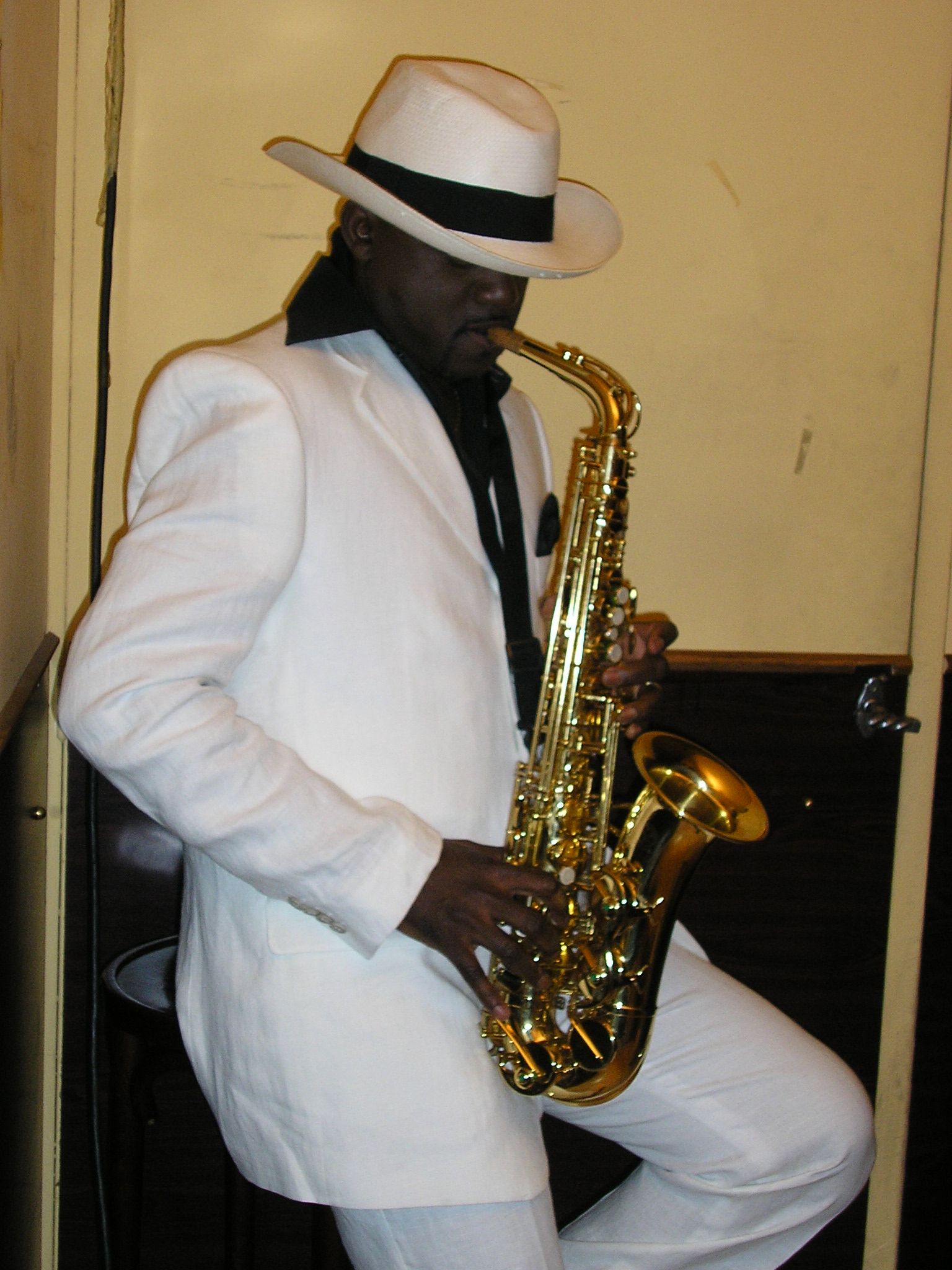
Saxophoniste Congolais.

La musique de la république du Congo (ou Congo-Brazzaville) se rapproche beaucoup de celle de son voisin, la République démocratique du Congo. La musique pop locale, le coupé-décalé soukouss, est populaire dans les deux pays, et les musiciens traversent la frontière pour jouer le même style de musique. 
Parmi les artistes congolais, on trouve notamment Black Panther Slam, Spilulu, et Mariusca La Slameuse. Quelques décennies avant eux, ont contribué au succès international de la musique de la République du Congo, des artistes tels que Aurlus Mabélé et Mav Cacharel.

## Musique nationale
L'hymne national de la république du Congo est La Congolaise. Il est adopté lors de l'indépendance en 1959, remplacé en 1969 par les Trois Glorieuses mais rétabli en 1991. Les paroles sont écrites par Jacques Tondra et Georges Kibanghi, la musique a été composée par Jean Royer et Joseph Spadilière .

## Musique traditionnelle
Les instruments folkloriques de la République du Congo comprennent le xylophone et le mvett. Le mvett est une sorte de cithare-harpe, similaire aux styles que l'on trouve ailleurs en Afrique et en Asie. Le mvett est constitué d'un long tube avec une ou deux calebasses servant de résonateur.